# Anna de Savornin Lohman

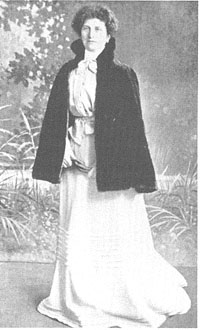
Anna de Savornin-Lohman (1892)

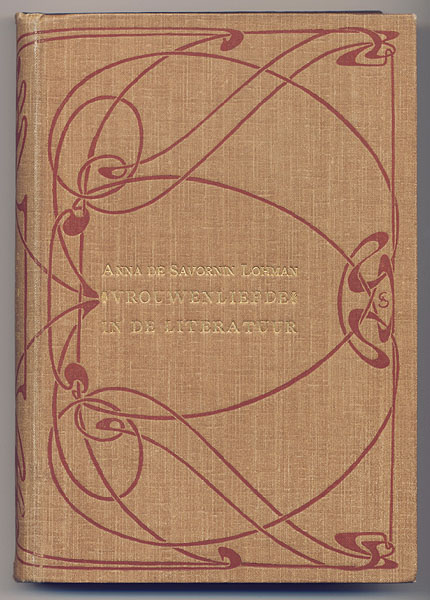
Vrouwenliefde in de literatuur, ontwerp boekomslag Anna Sipkema (1902)

Anna de Savornin-Lohman, jaren 1890. Foto: Collectie IAV - Atria

Jkvr. Catharina Anna Maria de Savornin Lohman (ook bekend onder de naam Anna Spoor-de Savornin Lohman; pseudoniem Flava), (Assen, 14 januari 1868 - ’s-Gravenhage, 23 september 1930), was een Nederlands schrijfster, critica en journaliste. Zij was lid van de familie De Savornin Lohman en dochter van jhr. Maurits Adriaan de Savornin Lohman, officier van justitie, later advocaat-generaal en gouverneur van Suriname, en jkvr. Florentina Johanna Alberda van Ekenstein. Gehuwd op 19 augustus 1915 met Hendrikus Theodorus Spoor (1858-1919), ontvanger der registratie en domeinen. Dit huwelijk bleef kinderloos. Zij was bekend door haar literaire werk en haar kinderboek Hoe Klein-Knoelie onder de menschen kwam.